# Nikołaj Chodatajew
Nikołaj Pietrowicz Chodatajew (ros. Николай Петрович Ходата́ев; ur. 9 maja 1892 w Moskwie, zm. 27 grudnia 1979 tamże) – radziecki animator, reżyser i scenarzysta filmów animowanych. Pionier radzieckiego filmu rysunkowego. Brat Olgi Chodatajewej.

## Życiorys
Nikołaj Chodatajew był jednym z pionierów radzieckiej animacji. W 1924 roku razem z Zienonem Komissarienko i Jurijem Mierkułowem wyreżyserował jeden z pierwszych radzieckich filmów animowanych – Rewolucję międzyplanetarną. Był reżyserem i animatorem. Nauczał młodych artystów animacji. Pracował w fabrykach „Mieżrabpom-Rusi” (1926-1928), „Sowkino” („Sojuzkino”, „Mosfilm”, 1928-1935). Niektóre filmy tworzył wspólnie wraz z Olgą Chodatajewą i siostrami W. i Z. Brumberg. Był autorem wielu artykułów poświęconych problematyce kina animowanego.

## Wybrana filmografia

### Reżyser
- 1924: Rewolucja międzyplanetarna (Межпланетная революция)[1]
- 1925: Chiny w ogniu (Китай в огне)
- 1927: Będziemy czujni (Будем зорки)[1]
- 1928: Chłopiec z Syberii (Самоедский мальчик)[1]
- 1932: Parowozie, leć naprzód! (Паровоз, лети вперёд!)[1]
- 1933: Pozytywka (Органчик)[1]

### Scenarzysta
- 1924: Rewolucja międzyplanetarna
- 1928: Chłopiec z Syberii

### Animator
- 1925: Chiny w ogniu
- 1942: Kino-Cyrk